# Waldemar Schultze
Friedrich Wilhelm Waldemar Schultze (* um 1835; † 10. November 1877 in Clarens am Genfersee) war ein deutscher Verwaltungsbeamter.

## Leben
Waldemar Schultze studierte Rechtswissenschaften an den Universitäten Halle und Heidelberg. 1855 wurde er Mitglied des Corps Guestphalia Halle. Noch im selben Jahr schloss er sich dem Corps Vandalia Heidelberg an. Nach Abschluss des Studiums und Promotion zum Dr. jur. trat er in den Verwaltungsdienst ein. 1868 wurde er Amtmann des naussauischen Amtes Dillenburg. Im November 1870 wurde er kommissarisch zum Unterpräfekten der Unterpräfektur Mülhausen ernannt. Nach der Deutschen Reichsgründung wurde zunächst kommissarisch und 1872 endgültig Kreisdirektor des Kreises Mülhausen. Das Amt hatte er bis zu seinem Tod 1877 inne.